# Yalcón
El yalcón es un pueblo indígena que habitaba el Valle del Alto Magdalena en el departamento del Huila (Colombia) en la zona de lo que hoy en día son los municipios de Timaná, Pitalito, Isnos, San Agustín, Saladoblanco, Elías, Oporapa, Tarqui, La Argentina y La Plata.

## La Gaitana
En 1538, Pedro de Añasco fue designado por el conquistador español Sebastián de Belalcázar para que fundara una villa en Timaná con el fin de facilitar las comunicaciones entre Popayán y el río Magdalena.
Añasco comenzó a citar a los jefes indígenas de la región para imponerles tributos, encomiendas y otras obligaciones. El primero en ser llamado fue un joven que mandaba, junto con su madre, en una pequeña comunidad Yalcón, y que se abstuvo de concurrir el día citado. Ordenó Añasco ejecutarlo: sin consideración a los lamentos y desesperación de su anciana madre, lo mandó quemar vivo en presencia de esta.
La ejecución, en lugar de doblegar a los indígenas, produjo un alzamiento general en todo el territorio. La Gaitana (que así llamaron los españoles a esta cacica) logró congregar a más de 6000 guerreros de los pueblos yalcón, avirama, pinao, guanaca, timana y nasa (paez), que atacaron de madrugada a Pedro Añasco. Entregado a la Gaitana, esta le hizo sacar los ojos y lo paseó con un dogal al cuello de pueblo en pueblo hasta que murió.

## Lengua
En su mayoría, los documentos de la época mencionan a los yalcones desde la llegada de los españoles; y, progresivamente, con el tiempo se mencionan menos y a otros pueblos indígenas se los menciona más. Según Juan Friede, « los numerosos indios que habitaban la orilla izquierda del Río Magdalena frente a Timaná y que hablaban un solo idioma o idiomas parecidos, fueron designados en los documentos históricos con el nombre general de Yalcones ». Las tribus de la época de la Conquista y la Colonia que corresponden a esta región son los Oporapa, Maito y Pirama son del Pueblo Yalcón. 
Sacerdote e investigador Pedro José Ramírez Sendoya, se dedicó a estudiar varias lenguas indígenas del Huila y de Tolima, que publicó que "por la toponimia de la región eran posiblemente de la familia de la lengua Paez". Según Ramírez Sendoya los yalcón habitaban un territorio "de Gigante hasta Timaná y que historiadores hablaban de combates en los llanos de Yunga en el Municipio de Garzón".

## Descendientes
En el 2009 se lanzó la película de Danza de Yalcón. Floresmiro Rodríguez Mazabel, indígena Yalcón vuelve después de más de 40 años a los lugares donde nació y creció para transmitir su memoria a su hijo Nabil, quién siempre ha vivido en la ciudad de Bogotá.